# Papa cangur
Papa cangur  (títol original: Daddy Day Care) és una pel·lícula estatunidenca de 2003 de Steve Carr. El film ha tingut una continuació, Daddy Day Camp. Ha estat doblada al català.

## Argument
Dos pares perden la feina i, d'un dia per l'altre, es troben fent de pares a la llar. Lluny de descoratjar-se, decideixen ocupar-se dels seus fills creant la seva pròpia guarderia. Sense la menor experiència en aquest domini, apliquen mètodes d'educació almenys originals i poc convencionals.

## Repartiment
- Eddie Murphy: Charlie Hinton
- Jeff Garlin: Phil
- Steve Zahn: Marvin
- Regina King: Kim Hinton
- Kevin Nealon: Bruce
- Jonathan Katz: Dan Kubitz
- Siobhan Fallon Hogan: Peggy
- Lisa Edelstein: la mare de Crispin
- Lacey Chabert: Jenny
- Laura Kightlinger: Sheila
- Samuel De Ryck: Joshua
- Leila Arcieri: Kelli
- Anjelica Huston: Sra Gwyneth Harridan
- Khamani Griffin: Ben Hinton
- Max Burkholder: Max
- Arthur Young: Nicky
- Elle Fanning: Jamie
- Cesar Flores: Sean
- Hailey Johnson: Becca
- Felix Achille: Dylan
- Shane Baumel: Crispin
- Jimmy Bennett: El Flash / Tony
- Connor Carmody: Duncan
- Kennedy McCullough: Jeannie
- Alyssa Shafer: Juel
- Bridgette Ho: Erin
- Brie Arbaugh: la mare de Jamie
- Susan Santiago: la mare de Sean
- Annabelle Gurwitch: la mare de Becca
- Maria Portser: la mare de Tony
- Timmy Deters: el germà de Tony
- Gary Owen: Sr. Carrott
- Wallace Langham: Jim Fields
- Paul Anthony Reynolds: Marty, company
- Rachael Harris: Elaine, company
- Mark Griffin: Steve, un company de feina

## Crítica
- "Si la veus amb les expectatives baixes, donades les últimes pel·lícules de Murphy, t'entretindrà raonablement."[3]
- "L'última aventura còmica de Eddie Murphy deixa clar que la seva descendent carrera necessita una seriosa renovació."[4]
- "Una pel·lícula familiar que renuncia a entretenir a qualsevol membre de la família més gran de 10 anys."[5]